# Шин (буква еврейского алфавита)
Шин (ивр. שִׁין‎), также син (שִׂין‎) — двадцать первая буква еврейского алфавита. Обозначает звук [ʃ] в случае, если точка над буквой справа — שׁ, и звук [s], если точка слева — שׂ (в древности обозначала звук, природа которого до конца не ясна).
В академической традиции син и шин рассматриваются как разные буквы. В частности в словарях сначала даются слова на син, а затем на шин.
Еврейская буква шин произошла от финикийской буквы син (𐤔 ). Буква ш глаголицы, а затем и кириллицы, скорее всего происходит от еврейской буквы шин или её самаритянского аналога.
В гематрии буква ש имеет числовое значение 300.
- Рукописная буква шин
- Мезуза с буквой шин, первой буквой слова שדי (шада́й), одного из имён Бога
- Четырёхногая[2] буква шин на головной тфиле, с другой стороны — трёхногая[3]